# Alekszandar Hrisztov
Alekszandar Ivanov Hrisztov (bolgárul: Александър Иванов Христов; Plovdiv, 1964. július 28. –) világbajnok bolgár amatőr ökölvívó.
Pályafutása során végig harmatsúlyban versenyzett. 1987-ben Európa-bajnok lett, majd a következő évben ezüstöt szerzett az olimpián. 1989-től azonban a fiatal feltörekvő Szerafim Todorov kiszorította a válogatottból. 1993-ban – miután Todorov felment pehelysúlyba – újra ő képviselte Bulgáriát a világbajnokságon, ahol a döntőben a kubai Joel Casamayort legyőzve világbajnok lett.

## Eredményei
- 1985-ben ezüstérmes az Európa-bajnokságon harmatsúlyban.
- 1987-ben Európa-bajnok harmatsúlyban.
- 1988-ban ezüstérmes az olimpián harmatsúlyban.
- 1993-ban világbajnok harmatsúlyban.
- 1996-ban bronzérmes az Európa-bajnokságon harmatsúlyban.